# Церква Воскресіння Господнього (Воробіївка)
Церква Воскресіння Господнього у Воробіївці — парафія і храм греко-католицької громади Озернянського деканату Тернопільсько-Зборівської архієпархії Української греко-католицької церкви в селі Воробіївка Тернопільського району Тернопільської области.

## Історія церкви
Згідно з пам'ятним хрестом, що датується XVII століттям, парафія в селі Воробіївка існувала вже в той час.
У парафіяльному літописі отець Євген Федоришин згадує про невелику дерев’яну церкву, яка простояла до 1914 року. Чинний храм збудували у 1993 році, а художні роботи виконав Тарас Гатало.
Парафія належала до УГКЦ до 1946 року і повернулася в її лоно у 1990 році. Храм був у приналежності до УГКЦ до 1946 року та з 1993-го.
У XIX столітті та в період з 1900 до 1930 років парафію відвідували священнослужителі Львівської консисторії та єпархіального управління. Остання візитація відбулася в листопаді 2009 року, її здійснив протосинкел Тернопільсько-Зборівської єпархії отець Андрій Романків.
При церкві діють такі спільноти: братство «Апостольство молитви», спільнота «Матері в молитві», Вівтарна та Марійська дружини.
На території парафії встановлено хрест на честь боротьби з пияцтвом.

## Парохи
- о. Микола Мриїлодович (1905—1906),
- о. Павло Дудик (1918—1920),
- о. Григорій Редчук (1920),
- о. Петро Дзядик (1921),
- о. Євген Федоришин (1921—1944),
- о. Іван Марщівський (1991—1994),
- о. Михайло Чайківський (1994—2009),
- о. Іван Шкумбатюк (з 8 жовтня 2009-2018).

о.Василь Миць (з 21 листопада 2018 )